# Glenea tibialis
Glenea tibialis är en skalbaggsart som beskrevs av Charles Joseph Gahan 1907. Glenea tibialis ingår i släktet Glenea och familjen långhorningar. Inga underarter finns listade i Catalogue of Life.